# Кимата, Рёма
Рёма Кимата (яп. 木俣 椋真; род. 24 июля 2002) — японский сноубордист, выступающий во фристайле, чемпион мира 2025 года, серебряный призёр чемпионата мира 2023 года. Чемпион юношеских Олимпийских игр 2020 года. Победитель и призёр этапов Кубка мира.

## Карьера
В апреле 2019 года Рёма участвовал в чемпионате мира по сноуборду среди юниоров и завоевал золотую медаль в соревнованиях по биг-эйру. Затем принимал участие в зимних юношеских Олимпийских играх 2020 года и завоевал золотую медаль в соревнованиях по биг-эйру, набрав 195,00 баллов.
На чемпионате мира 2023 года в Грузии в слоупстайле стал обладателем серебряной медали.
Кимата представлял Японию на чемпионате мира по сноуборду 2025 года в дисциплине биг-эйр. Во время своего второго заезда упал, пытаясь выполнить бэксайд 1980, в результате чего у него пошла кровь из носа. После оказания медицинской помощи вернулся для своего третьего и последнего заезда. Выполнил бэксайд 1980 и завоевал золотую медаль с результатом 176,75.

## Результаты на крупнейших соревнованиях

### Чемпионаты мира
| Чемпионат мира | Слоупстайл | Биг-эйр |
| -------------- | ---------- | ------- |
| 2023 Бакуриани | 2          | 6       |
| 2025 Энгадин   | 9          | 1       |